# Jenni Barclay
Jenni Barclay es una vulcanóloga británica, profesora de vulcanología en la Universidad de Anglia del Este. Estudia métodos para mitigar riesgos volcánicos, las interacciones entre la lluvia y la actividad volcánica y la comunicación de los peligros volcánicos en el Caribe. Barclay lidera el proyecto de investigación del EPSRCS Fortalecimiento de la Resiliencia a los Riesgos Volcánicos (STREVA), así como un programa del Leverhulme Trust que se centra en el análisis de la historia volcánica de la Isla Ascensión.

## Biografía
Barclay se interesó por la naturaleza desde niña, particularmente volcanes, tsunamis y avalanchas. Le gustaba ver a científicos de la Unidad de Investigación Climática en la cadena de televisión BBC Horizon. Barclay estudió geología en la Universidad de Edimburgo. Se mudó a Bristol para obtener su doctorado, durante el cual estudió procesos de desgasificación en volcanes silícicos. Durante sus trabajos postdoctorales investigó el almacenamiento de magma en el volcán Soufrière Hills, cuya erupción comenzó el 18 de julio de 1995. Demostró que este magma contenía anfíbol, cuarzo, plagioclasa, piroxeno, magnetita e ilmenita bajo presiones de 115 a 130 megapascales. Trabajó en la Universidad de California, Berkeley y la Universidad de Ginebra, además de servir como un científico de guardia en el Observatorio Vulcanológico de Montserrat.

## Trayectoria Ccentífica

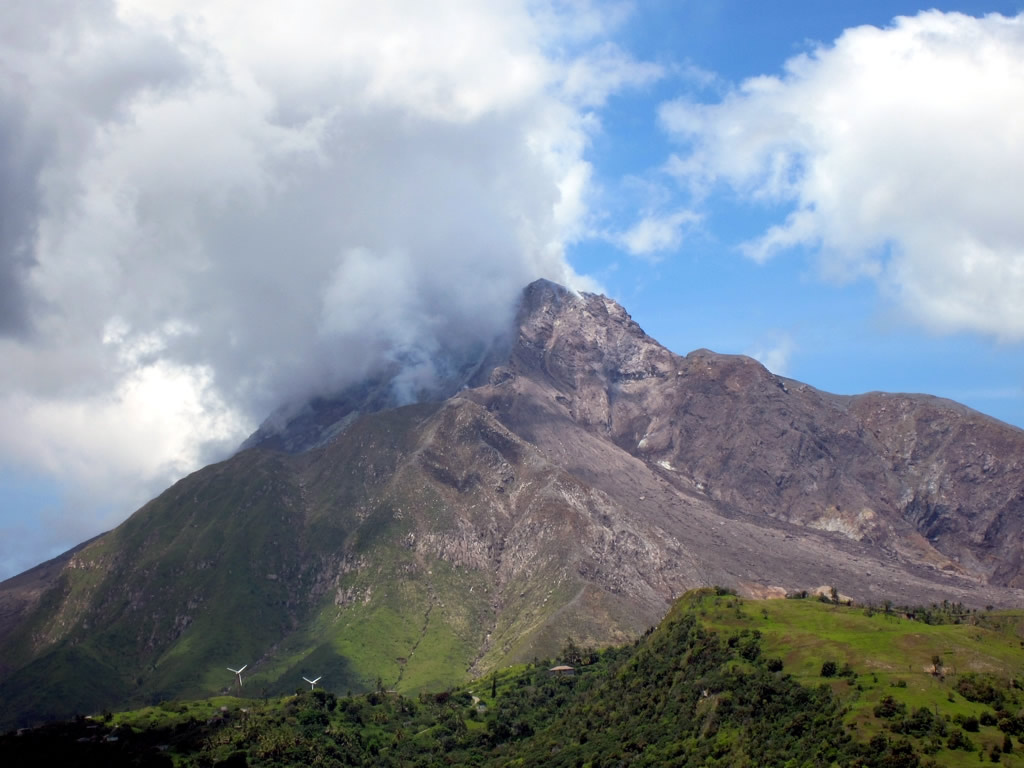
El volcán Soufrière Hills, que Barclay ha investigado a fondo.

En 1999, Barclay obtuvo un puesto de profesora en la Universidad de Anglia del Este. Su investigación combina investigaciones geológicas de procesos dinámicos en volcanes con el análisis de paisajes sociales y culturales en los que los mismos volcanes entran en erupción. Fue investigadora principal en el proyecto Fortalecimiento de la resiliencia a los peligros volcánicos (STREVA), que buscaba desarrollar un marco práctico para la evaluación de riesgos volcánicos y que contó con el apoyo del Consejo de Investigación del Medio Ambiente y del Consejo de Investigación Económica y Social de Reino Unido. Durante STREVA Barclay trabajó con ciudadanos de San Vicente y las Granadinas para documentar el registro histórico y cultural de las experiencias de La Soufrière entre 1902 y 1979. Como parte del programa, los investigadores trabajaron con la Universidad de las Indias Occidentales para crear una exhibición portátil que pudiera recorrer el Caribe. Combinó archivos históricos, mediciones de campo y modelos meteorológicos para reconstruir las erupciones de La Soufrière. Esto le permitió comprender el impacto del viento que fluye alrededor de los volcanes en el movimiento de las columnas de cenizas a través de la atmósfera, depositando cenizas, tanto cerca como lejos del volcán. Mediamte su trabajo con comunidades en Ecuador, Barclay demostró que el riesgo volcánico se puede disminuir con monitoreo colaborativo. Este trabajo ha inspirado su último proyecto, Tomorrow's Cities (Ciudades del Mañana), que analiza el riesgo de desastres urbanos en ciudades como Quito. Barclay ha argumentado que las muertes que ocurren debido a pulsos de gas y sólidos después de un volcán son evitables.

### Divulgación y participación pública
Barclay está comprometida con la divulgación y la participación pública. Su labor se centra en la comunicación de los peligros de ciertos terrenos para la vida en comunidad y de los factores que afectan el riesgo; por ejemplo, enseñando cuando un lugar se vuelve demasiado peligroso para vivir debido a las condiciones del terreno . STREVA dio como resultado una serie de películas que dieron voz a las comunidades afectadas. En 2011, Barclay trabajó con los creadores del juego de cartas Top Trumps para crear una edición dedicada a los volcanes. Para crear el juego, Barclay consultó a otros expertos para clasificar treinta volcanes según su explosividad y letalidad. Barclay usó los fondos recaudados por Volcano Top Trumps para financiar una competición dedicada a ayudar a personas cuyas vidas han sido afectadas por volcanes. Ayudaron a niños de Ecuador a hacer un libro sobre leyendas sobre volcanes, cuyas ventas recaudaron dinero para la comunidad local. Además, Barclay creado páginas web para comunicar los riesgos de ciertos terrenos. Ha aparecido en la BBC, además de haber participado en el festival de divulgación científica Pint of Science, el festival de ciencia Norwich Science Festival y el Museo de Historia Natural de Londres.

## Publicaciones destacadas
Entre sus publicaciones destacan:
- Haynes, Katharine; Barclay, Jenni; Pidgeon, Nick (20 de mayo de 2008). «Whose reality counts? Factors affecting the perception of volcanic risk». Journal of Volcanology and Geothermal Research 172.
- Oppenheimer, Clive; Pyle, David M.; Barclay, Jenni (2003). «Volcanic degassing». Geological Society of London.
- Barclay, Jenni; Rutherford, Malcolm J.; Sparks, RSJ (15 de septiembre de 1998). «Experimental phase equilibria constraints on pre‐eruptive storage conditions of the Soufrière Hills magma». Geological Society of London 25.

## Vida personal
Barclay está casada y tiene dos hijos.